# Vénérolles
Vénérolles é uma comuna francesa na região administrativa de Altos da França, no departamento de Aisne. Estende-se por uma área de 8,89 km². Em 2010 a comuna tinha 223 habitantes (densidade: 25,1 hab./km²).